# Старый Карабаур
Ста́рый Карабау́р (каз. Ескі Қарабауыр) — упразднённое село в Бурабайском районе Акмолинской области Казахстана. Входило в состав Абылайханского сельского округа.

## География
Село располагалось в северной части района, на расстоянии примерно 29 километров (по прямой) к северу от административного центра района — города Щучинск, в 12 километрах к востоку от административного центра сельского округа — села Кызылагаш.
Абсолютная высота — 287 метров над уровнем моря.
Ближайшие населённые пункты: село Карабауыр — на западе. 

## История
Постановлением акимата Акмолинской области от 11 июня 2007 года № А-6/203 и решением Акмолинского областного маслихата от 11 июня 2007 года № ЗС-27-14 «О внесении изменений в административно-территориальное устройство Акмолинской области по Щучинскому району», зарегистрированное Департаментом юстиции Акмолинской области 11 июля 2007 года № 3228, село Старый Карабаур было упразднено, поселение вошло в состав села Новый Карабаур.

## Население
В 1989 году население села составляло — 78 человек (из них казахи — основное население).
| Численность населения |
| 1989                  |
| --------------------- |
| 78                    |